# イーキャリアFA
イーキャリアFAは、ソフトバンクグループ子会社であるSBヒューマンキャピタル株式会社が運営する人材紹介ポータルサイトである。
2002年1月に「イーキャリア・エックス」としてサービスインし、2004年2月に「イーキャリアFA」へと改称し、リニューアルした。
同社が運営する「イーキャリア」が企業が採用情報を掲載する求人広告型の転職情報サイトであるのに対し、イーキャリアFAでは人材紹介会社が取り扱う求人情報を掲載しており、非公開求人が検索できることが特長である。同種のサービスとしては、「enミドルの転職」「マイナビ転職エージェントサーチ」等がある。

## 概要
イーキャリアFAでは、人材紹介会社からの掲載料課金によってサービスが成立しており、人材紹介会社における集客支援ツールという機能を果たしているサービスである。人材紹介会社はイーキャリアFAに登録している会員に対するスカウトメールを配信し、自社が保有する求人情報にマッチする求職者を自社へ誘導することができる。また、イーキャリアFAではサービス開始当初より「転職アドバイザーランキング」を発表している。

## 沿革
2004年2月にイーキャリアFAがオープンした際は、人材紹介会社に所属するキャリアコンサルタント（転職アドバイザー）を指名することができるよう、キャリアコンサルタントが前面に出たサイトであった。しかし、2016年6月にリニューアルを行い、現在では人材紹介会社が保有する求人情報の検索を中心としたサイトへと変更されている。

## プロモーション
イーキャリアFAでは、リリース以降タレント起用などのプロモーションは行っていなかったが、2020年4月からはイーキャリアと同じくロンドンブーツ1号2号の田村亮を起用したプロモーションを展開している。